# Теплий трактир
Теплий трактир (ест. Soe kõrts) колишній шинок у селі Алакюля, що у волості Виру повіту Вирумаа.
На сьогоднішній день готель та заїзд таверни зареєстровані як пам'ятки культури.
Трактирє високою кам'яною будівлею, що побудована в середині XIX століття.

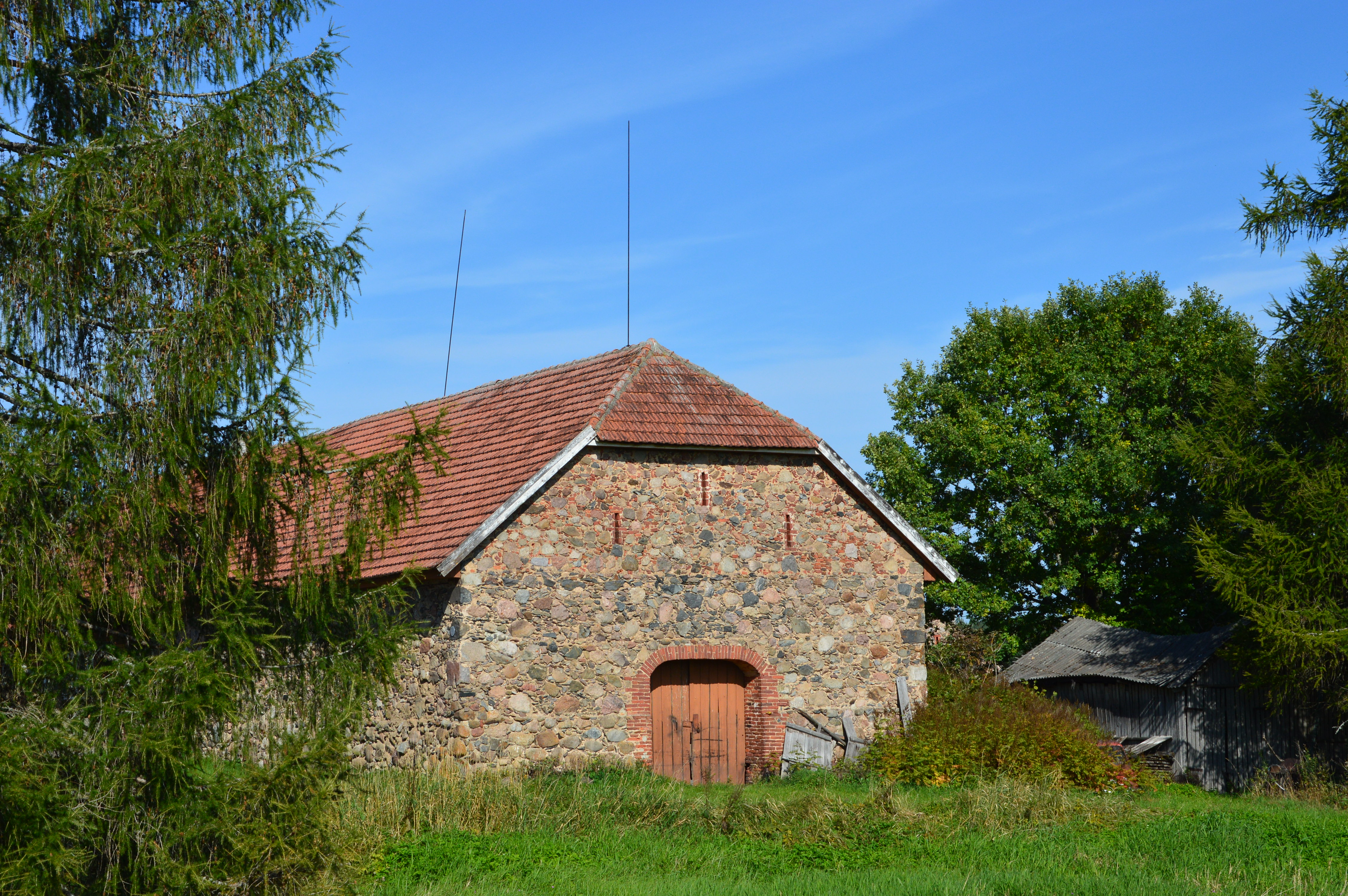
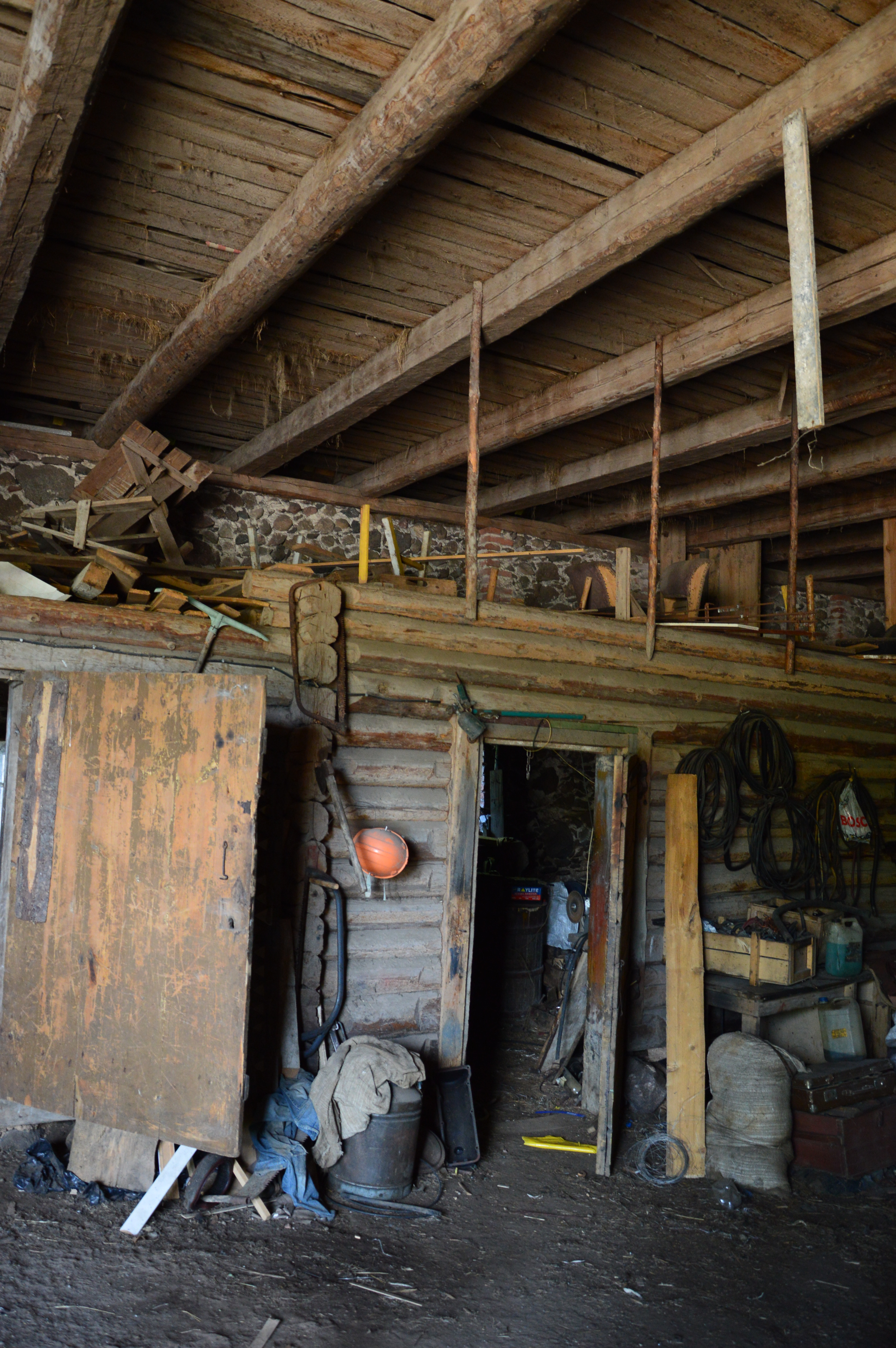
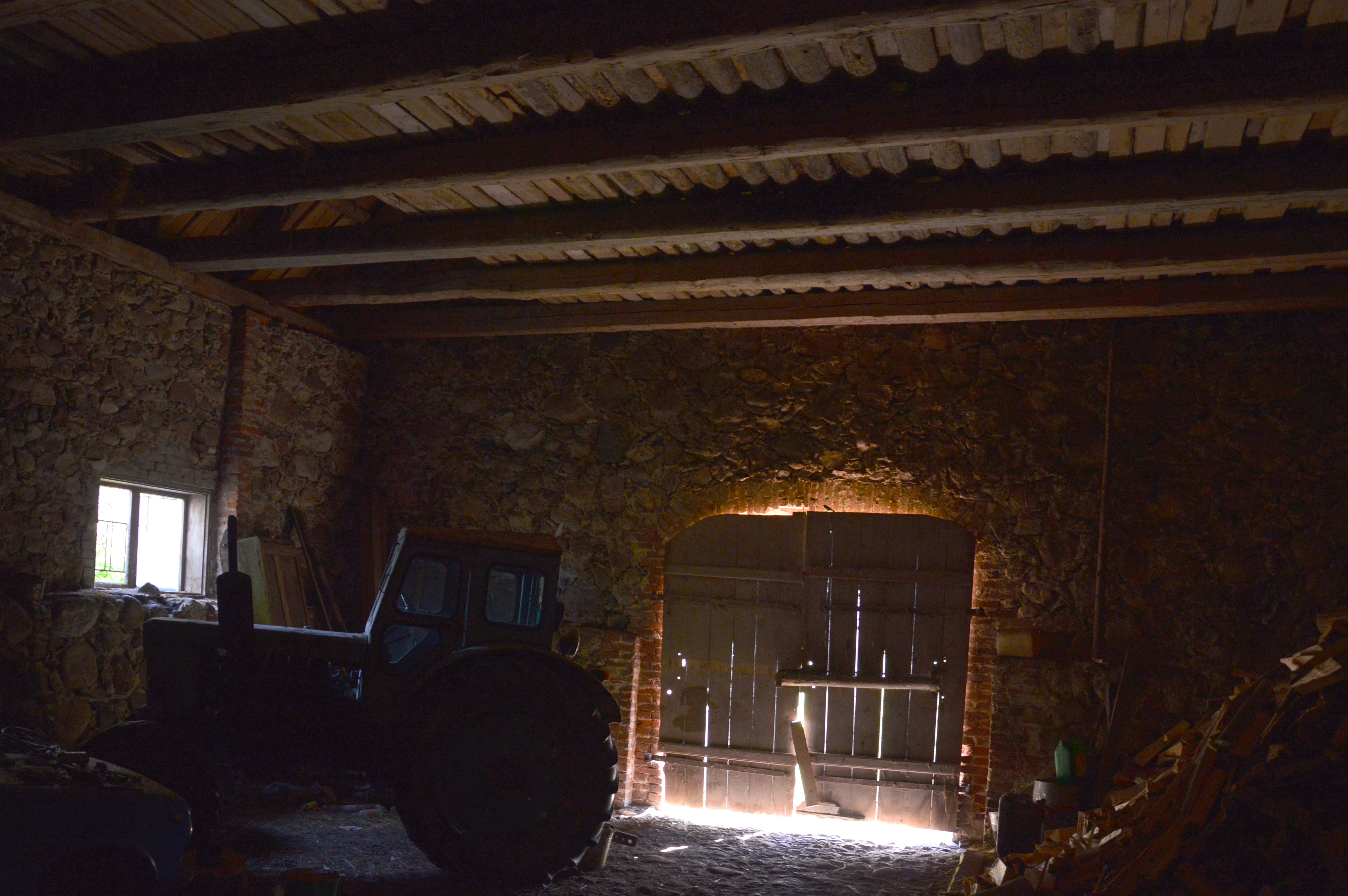
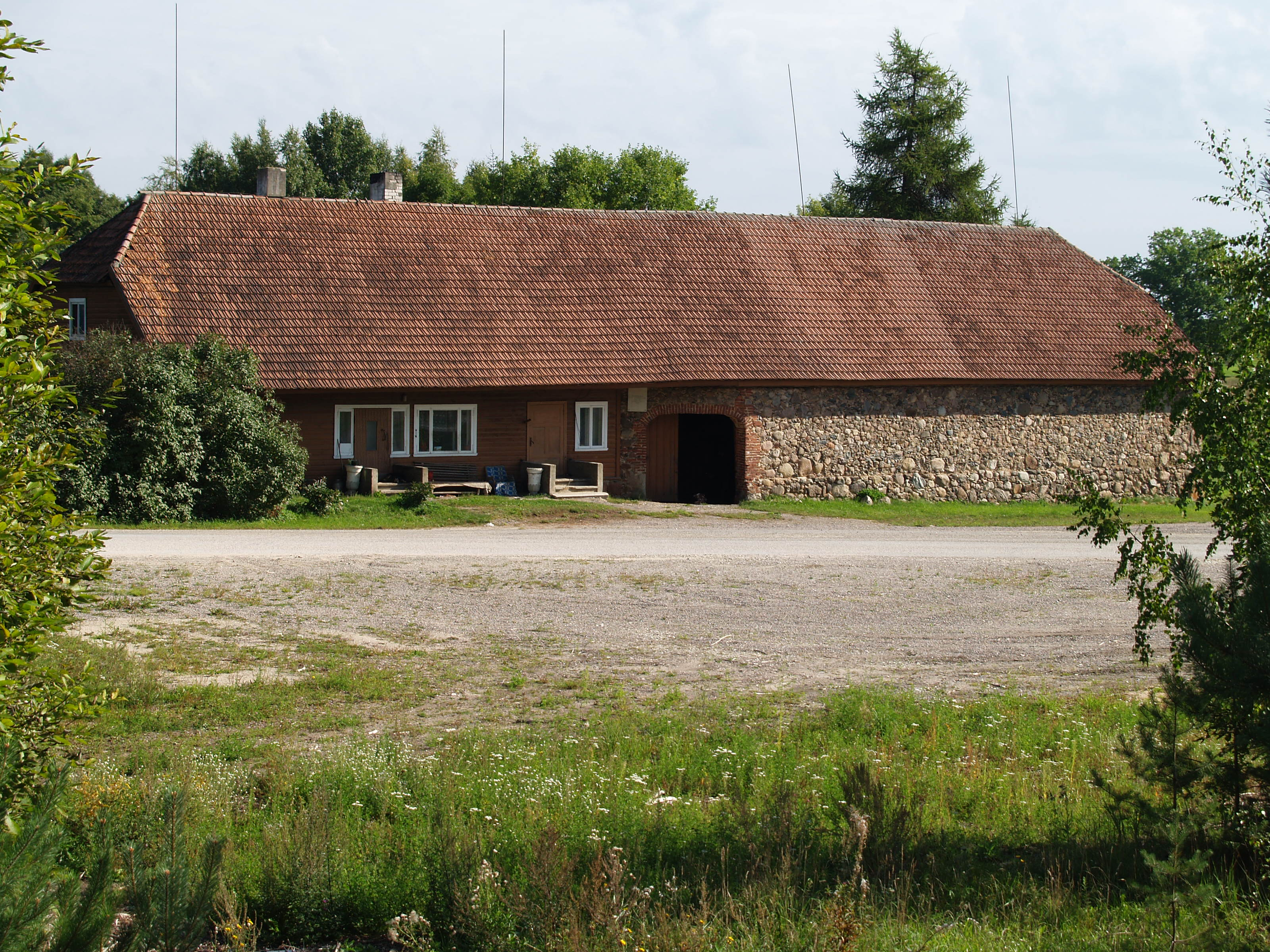
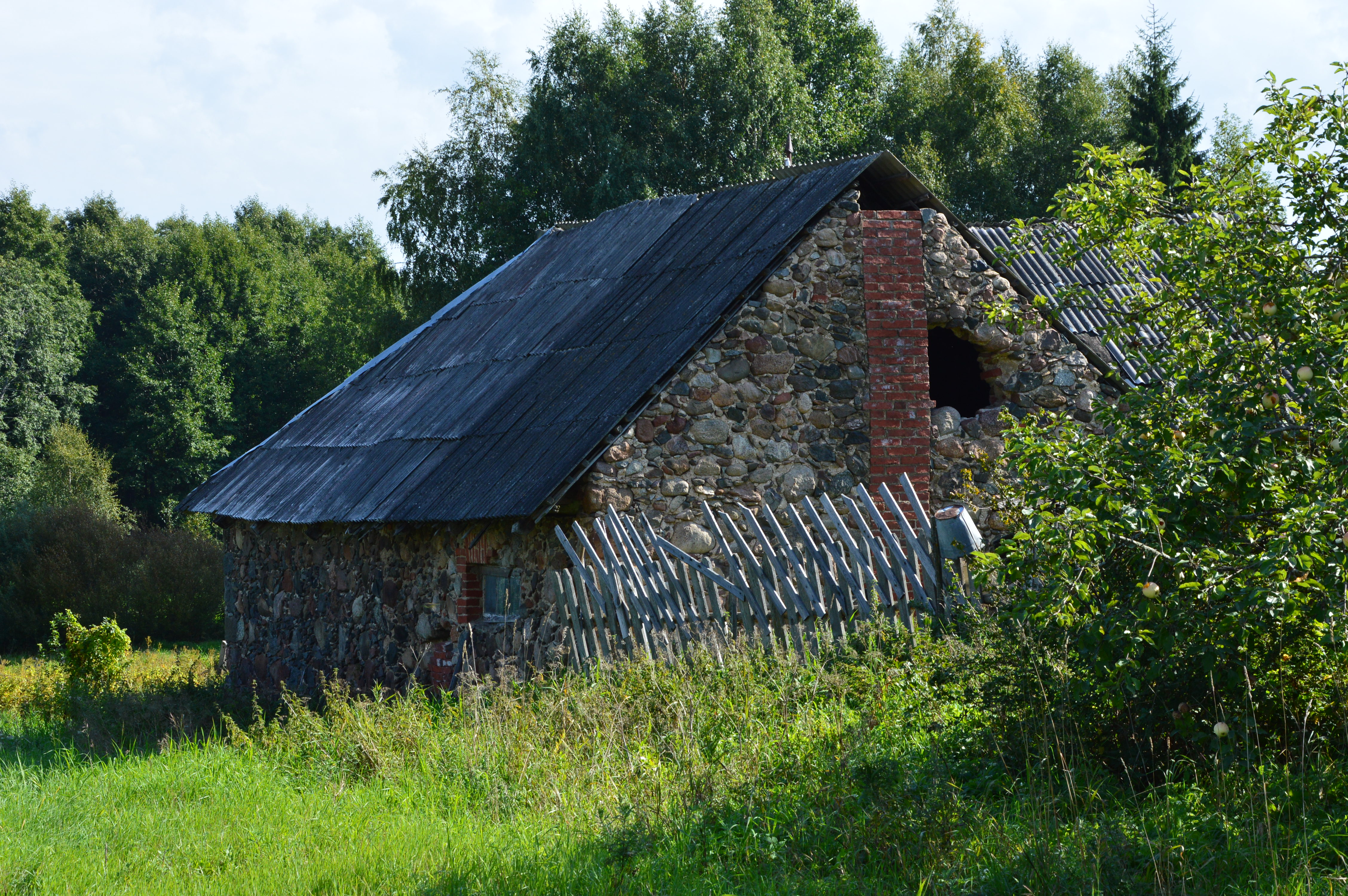